# Hufiec ZHP Warszawa-Żoliborz
Hufiec ZHP Warszawa-Żoliborz – jednostka terenowa Związku Harcerstwa Polskiego obejmująca swym zasięgiem dwie jednostki administracyjne: dzielnicę Żoliborz i dzielnicę Bielany w Warszawie.
Jest jednym z trzech największych hufców Chorągwi Stołecznej ZHP – liczy ponad 1000 członków.

## Historia hufca
Hufiec ZHP Warszawa–Żoliborz jest jednym z najstarszych hufców ZHP w Polsce. Przez lata, instruktorzy w nim działający wychowali w duchu harcerstwa tysiące dzieci i młodzieży z Żoliborza i Bielan. Stworzyli markę rozpoznawalną w całym Związku Harcerstwa Polskiego.

### Okres 1910-1939
Początki harcerstwa datuje się na lata 1910 –1911. Nieznana jest dokładna data powstania hufca Warszawa-Żoliborz. Hufiec był podzielony według płci, działał hufiec męski oraz żeński. 
Ostatnim przed II wojną światową komendantem hufca męskiego był Henryk Mittak.

### Okres 1939-1945
Po kampanii wrześniowej harcerze i instruktorzy z hufca już w październiku zawiązali konspirację. Pierwsze działania na tym polu były podjęte przez Ludwika Bergera i harcerzy z 71 WDH i 14 WDH. Założony przez nich oddział dał początek pułkowi Baszta, który w czasie powstania został skierowany do walk na Mokotowie. Piosenkę „Hej chłopcy, bagnet na broń!” Krystyna Krahelska „Danuta” napisała na osobiste zamówienie Bergera w jego mieszkaniu na ul. Czarnieckiego.
W tym okresie hufiec brał udział w akcji „Dziś – Jutro – Pojutrze”.
Harcerze z hufca zasilili oddziały powstańcze walczące podczas Powstania Warszawskiego.

### Okres 1945-1956
W 1945 roku na terenie Żoliborza harcerki i harcerze wciąż działali jako dwa oddzielne hufce. Siedziba ich komend mieściła się na ulicy Pogonowskiego, w willi podarowanej harcerstwu jeszcze przed wojną. W 1945 roku komendantką hufca była Teodora Kamińska-Dąbrowska, pseudonim „Tośka”, a po niej komendę przejęła Jadwiga Łodyńska-Wąsowicz. Najprawdopodobniej funkcję tę pełniły wcześniej także Elżbieta Węgrzynowicz i Maria Kupczyńska, niestety nie wiadomo w jakich latach i w jakiej kolejności. Hufcem męskim kierowali w tamtym okresie Zygmunt Kaczyński, pseudonim „Wesoły” i Henryk Koński, ale w ich przypadku także trudno określić konkretne ramy czasowe. W 1948 roku harcerze i harcerki z Żoliborza zaczęli działać w jednym, połączonym hufcu. Funkcja komendanta pozostawała jednak nadal w rękach dwóch instruktorów. Harcerkami opiekowała się Bożenna Strzałkowska, a harcerzami – Andrzej Jaczewski. Harcerstwo coraz bardziej przeszkadzało ówczesnej władzy. W tamtym okresie wiele starszych harcerzy, a przede wszystkim instruktorów rezygnowało z pełnienia służby z powodów politycznych nacisków. Inni pomimo przeciwności decydowali nie przerywać swojego działania. Organizacji zaczęło brakować kadry. Na obozie letnim w 1948 roku, którego komendantką była Bożenna Strzałkowska, obecna była także wysłanniczka Związku Młodzieży Polskiej, jej zadaniem było informowanie władz o bieżącej działalności harcerstwa. W 1949 roku nie zezwolono już starszej kadrze na wyjazd z dziećmi na organizowane dla nich zimowisko. Młodymi harcerzami i harcerkami opiekowali się ludzie sprzyjający władzy, niewywodzących się z środowisk harcerskich. Na przełomie 1950 i 1951 roku hufiec przestał istnieć. Dotychczasową siedzibę przejął ZMP i uczynił z niej prywatne mieszkania dla swoich członków. Zamiast Hufca Warszawa-Żoliborz na terenie dzielnicy zaczęła działać Organizacja Harcerska Związku Młodzieży Polskiej. Jej komendantem został Józef Wojcieski. Na swoją siedzibę wyznaczyli lokal przy ulicy Kossaka.

### Okres 1956-1989
W listopadzie 1956 roku udało się zorganizować spotkanie większości warszawskich instruktorów.
W grudniu Hufiec Warszawa-Żoliborz ponownie rozpoczął swoje działanie, jego komendantką, jak wcześniej, została Bożenna Strzałkowska. Siedzibę przejęto od OH ZMP. Harcerstwo na terenie Żoliborza i północnej części dzielnicy – Bielanach – zaczęło się szybko rozwijać. Komendę nad hufcem przejął Stanisław Klimek, a w następnej kadencji Zbyszek Jackowski. Po nim komendantami byli: Zbyszek Karpiński, Maria Kotusiewicz, a następnie Jadwiga Druś. Podczas jej kadencji hufiec napotkał na znaczne problemy, między innymi finansowe. Chorągiew Stołeczna postanowiła zareagować. W 1971 roku wyznaczyła druhnę Strzałkowską do pełnienia funkcji komendantki, jej zadaniem było w jak najkrótszym czasie poprawić sytuację panującą w hufcu.  W tym okresie nastąpił duży przypływ nowych członków, powstawało wiele nowych drużyn. Hufiec przyjął imię batalionu Czwartaków. W latach 80. hufiec osiągnął swoje maksymalne rozmiary.
W 1989 roku część instruktorów z hufca wraz z drużynami przeszła do nowo powstałej organizacji Związku Harcerstwa Rzeczypospolitej.

### Okres po 1989
W 1992 roku zjazd hufca (najwyższa władza) zadecydował o wykreśleniu z nazwy hufca imienia Czwartaków.
Od 1989 do początku lat 2000 hufiec przeżywał silne spadki liczbowe. W pierwszym dziesięcioleciu XXI wieku stan liczbowy ustabilizował się na stałym poziomie sięgających około 1200 harcerzy i instruktorów.

### Komendanci Hufca ZHP Warszawa-Żoliborz
| komendant Hufca męskiego            | Okres działania | komendantka Hufca żeńskiego        | Okres działania |
| ----------------------------------- | --------------- | ---------------------------------- | --------------- |
| hm. Henryk Mitak                    | (?-1939)        | Teodora Kamińska-Dąbrowska „Tośka” | (1944-?)        |
| hm. Henryk Mitak                    | (?-1939)        | Jadwiga Łodyńska-Wąsowicz          |                 |
| Zygmunt Kaczyński „Wesoły”          |                 |                                    |                 |
| Elżbieta Węgrzynowicz               |                 |                                    |                 |
| Henryk Koński                       | (?-1948)        |                                    |                 |
| Henryk Koński                       | (?-1948)        | Maria Kupczyńska                   |                 |
| Andrzej Jaczewski                   | (1948-1950)     |                                    |                 |
| Andrzej Jaczewski                   | (1948-1950)     | hm. Bożenna Strzałkowska           | (1948-1950)     |
| okres rozbicia harcerstwa 1951-1956 |                 |                                    |                 |

| hufiec po odrodzeniu oraz połączeniu strukturalnym harcerstwa męskiego i żeńskiego | hufiec po odrodzeniu oraz połączeniu strukturalnym harcerstwa męskiego i żeńskiego | hufiec po odrodzeniu oraz połączeniu strukturalnym harcerstwa męskiego i żeńskiego | hufiec po odrodzeniu oraz połączeniu strukturalnym harcerstwa męskiego i żeńskiego |
| komendant hufca                                                                    | komendant hufca                                                                    | komendant hufca                                                                    | okres działania                                                                    |
| ---------------------------------------------------------------------------------- | ---------------------------------------------------------------------------------- | ---------------------------------------------------------------------------------- | ---------------------------------------------------------------------------------- |
| hm. Bożenna Strzałkowska                                                           |                                                                                    |                                                                                    |                                                                                    |
| Stanisław Klimek                                                                   |                                                                                    |                                                                                    |                                                                                    |
| Zbyszek Jackowski                                                                  |                                                                                    |                                                                                    |                                                                                    |
| Zbyszek Karpiński                                                                  |                                                                                    |                                                                                    |                                                                                    |
| Maria Kotusiewicz                                                                  |                                                                                    |                                                                                    |                                                                                    |
| Jadwiga Druś                                                                       |                                                                                    |                                                                                    |                                                                                    |
| hm. Bożena Strzałkowska                                                            | hm. Bożena Strzałkowska                                                            | hm. Bożena Strzałkowska                                                            | 1971-1981                                                                          |
| hm. Adam Godlewski                                                                 | hm. Adam Godlewski                                                                 | hm. Adam Godlewski                                                                 | 1981-1989                                                                          |
| hm. Andrzej Pery                                                                   | hm. Andrzej Pery                                                                   | hm. Andrzej Pery                                                                   | 1989-1991                                                                          |
| hm. Dariusz Brzuska                                                                | hm. Dariusz Brzuska                                                                | hm. Dariusz Brzuska                                                                | 1991-1995                                                                          |
| hm. Paweł Weszpiński                                                               | hm. Paweł Weszpiński                                                               | hm. Paweł Weszpiński                                                               | 1995-1999                                                                          |
| hm. Radosław Morek                                                                 | hm. Radosław Morek                                                                 | hm. Radosław Morek                                                                 | 1999-2003                                                                          |
| hm. Magdalena Gębura                                                               | hm. Magdalena Gębura                                                               | hm. Magdalena Gębura                                                               | 2003-2004                                                                          |
| hm. Grzegorz Całek                                                                 | hm. Grzegorz Całek                                                                 | hm. Grzegorz Całek                                                                 | 2004-2014                                                                          |
| hm. Paweł Błasiak                                                                  | hm. Paweł Błasiak                                                                  | hm. Paweł Błasiak                                                                  | 2014-2019                                                                          |
| phm. Anna Rudzińska                                                                | phm. Anna Rudzińska                                                                | phm. Anna Rudzińska                                                                | 2019-2020                                                                          |
| hm. Barbara Różalska                                                               | hm. Barbara Różalska                                                               | hm. Barbara Różalska                                                               | 2020-2023                                                                          |
| hm. Michał Maciąg                                                                  | hm. Michał Maciąg                                                                  | hm. Michał Maciąg                                                                  | 2023-(obecnie)                                                                     |

## Instruktorzy wywodzący się z hufca Żoliborz
- phm. Ludwik Berger – założyciel konspiracyjnego oddziału przekształconego w pułk AK „Baszta”
- hm. Jan Rossman – inżynier, wykładowca Politechniki Warszawskiej, Łódzkiej i Uniwersytetu Narodowego w Kinszasie
- phm. Olgierd Annusewicz – doktor politologii Uniwersytetu Warszawskiego
- phm. Marek Kochan –  prozaik, dramaturg, wykładowca Uniwersytetu Warszawskiego w stopniu doktora
- hm. Andrzej Jaczewski – lekarz pediatra, seksuolog i pedagog, humanista, specjalista medycyny szkolnej, profesor doktor habilitowany medycyny i pedagogiki

## Historyczne i obecne środowiska działające w poszczególnych szkołach na Żoliborzu i Bielanach[4]
| numer/nazwa szkoły                                 | numer środowiska             | okres(y) działania               |
| -------------------------------------------------- | ---------------------------- | -------------------------------- |
| ZS nr 53 im. Stefanii Sempołowskiej                | 8                            | współcześnie                     |
| SP nr 65                                           | 128                          | współcześnie                     |
| SP nr 159                                          | 125                          | współcześnie                     |
| SP nr 273                                          | 315                          |                                  |
| SP nr 187                                          | 292                          | współcześnie                     |
| SP nr 293                                          | 254                          | 2001 – współcześnie              |
| ZS nr 21                                           | 124                          |                                  |
| ZS nr 51 im. Ignacego Domeyki                      | 4                            | do 1989 (następnie w ZHR)        |
| SP nr 80                                           | 123                          | 2011 – współcześnie              |
| SP nr 79                                           | 307                          |                                  |
| SP nr 77                                           | 253 (120 w latach 1997-2001) | współcześnie                     |
| SP nr 92                                           | 77                           | 2010 – 2021                      |
| Gimnazjum nr 73 (dawniej SP nr 106)                | 305                          | 1964 – współcześnie              |
| SP nr 133                                          | 120                          | 1957-1975; 1977-współcześnie     |
| SP nr 214                                          | 119                          | współcześnie                     |
| Żłobek "Brzdące na łące" (dawniej Gimnazjum nr 72) | 127                          | 1988-2009, 2011 – współcześnie   |
| SP nr 209 im. Hanki Ordonówny                      | 56                           | 1975 – współcześnie              |
| SP nr 247                                          | 262                          |                                  |
| SP nr 223                                          | 293                          | współcześnie                     |
| SP nr 267                                          | 368                          | współcześnie                     |
| SP nr 53                                           | 126                          | współcześnie                     |
| ZPSM nr 4                                          | 360                          | 2009 – 2012                      |
| XLI LO im. Joachima Lelewela                       | 79 330                       | do 2001 roku 2003 – współcześnie |
| XXII LO im. José Martí                             | 122                          |                                  |
| XXXIX LO im. Lotnictwa Polskiego                   | 39                           |                                  |
| Dom Dziecka nr 1 im. Maryny Falskiej               | 251                          |                                  |
| SP nr 68                                           | 252                          | współcześnie                     |
| Sp nr 289                                          | 310                          | 1972-1991                        |
| KSP nr 109                                         | 79                           | 2018 – współcześnie              |

## Agendy hufcowe

### Aktualne władze hufca
Komenda hufca
- hm. Michał Maciąg- komendant hufca
- hm. Rafał Zajączkowski- zastępca komendanta hufca, ds. organizacyjnych, pełnomocnik RODO
- phm. Magdalena Krzak- skarbniczka hufca
- phm. Małgorzata Brzuska- Jodko- członkini komendy, namiestniczka zuchowa
- phm. Anna Kozłowska- członkini komendy ds. pracy z kadrą
- phm. Weronika Pawlak- członkini komendy ds. programowych i promocji, namiestniczka wędrownicza
- phm. Kasia Zajączkowska-Maciąg- członkini komendy, namiestniczka harcerska i starszoharcerska

Komisja rewizyjna hufca
- pwd. Jerzy Kamiński – przewodniczący
- pwd. Michał Trochimiuk – wiceprzewodniczący
- hm. Dorota Brzuska-Kamoda – sekretarz
- phm. Maciej Pietraszczyk
- pwd. Julia Rupniewska
- pwd. Aleksandra Chojnacka

Sąd harcerski hufca
- hm. Piotr Buczek – przewodniczący
- hm. Dariusz Brzuska
- hm. Grzegorz Całek
- hm. Agnieszka Kalińska-Brzuska
- hm. Hanna Kocerka
- hm. Paweł Weszpiński

### Struktura hierarchii hufca
Poniższy schemat przedstawia strukturę organizacyjną hufca w latach 2015-2019:

|  |  |  |  |                                                |                                                |                                                |                                                |                                                |                                                |                                      |                                      |                                      |                                      |                                      |                                      |                             |                             |                             |                             |                             |                             |             |             |                                |                                |                                         |                                         |                                         |                                         |                                         |                                         |                               |                               |                               |                               |  |  |                |                |                             |                             |                             |                             |                             |                             |                           |                           |                           |                           | Komendant hufca           |                           |  |  |                         |                         |                                         |                                         |                                         |                                         |                                         |                                         |                                |                                |                                |                                |                                |                                |  |  |                                   |                                   |                                   |                                   |                                   |                                   |  |  |                                    |                                    |                                    |                                    |                                    |                                    |  |  |                   |                   |                   |                   |                   |                   |  |  |                 |                 |                 |                 |                 |                 |  |  |  |  |  |  |  |  |  |  |  |  |  |  |  |  |
|  |  |  |  |                                                |                                                |                                                |                                                |                                                |                                                |                                      |                                      |                                      |                                      |                                      |                                      |                             |                             |                             |                             |                             |                             |             |             |                                |                                |                                         |                                         |                                         |                                         |                                         |                                         |                               |                               |                               |                               |  |  |                |                |                             |                             |                             |                             |                             |                             |                           |                           |                           |                           |                           |                           |  |  |                         |                         |                                         |                                         |                                         |                                         |                                         |                                         |                                |                                |                                |                                |                                |                                |  |  |                                   |                                   |                                   |                                   |                                   |                                   |  |  |                                    |                                    |                                    |                                    |                                    |                                    |  |  |                   |                   |                   |                   |                   |                   |  |  |                 |                 |                 |                 |                 |                 |  |  |  |  |  |  |  |  |  |  |  |  |  |  |  |  |
|  |  |  |  |                                                |                                                |                                                |                                                |                                                |                                                |                                      |                                      |                                      |                                      |                                      |                                      |                             |                             |                             |                             |                             |                             |             |             |                                |                                |                                         |                                         |                                         |                                         |                                         |                                         |                               |                               |                               |                               |  |  |                |                |                             |                             |                             |                             |                             |                             |                           |                           |                           |                           |                           |                           |  |  |                         |                         |                                         |                                         |                                         |                                         |                                         |                                         |                                |                                |                                |                                |                                |                                |  |  |                                   |                                   |                                   |                                   |                                   |                                   |  |  |                                    |                                    |                                    |                                    |                                    |                                    |  |  |                   |                   |                   |                   |                   |                   |  |  |                 |                 |                 |                 |                 |                 |  |  |  |  |  |  |  |  |  |  |  |  |  |  |  |  |
|  |  |  |  |                                                |                                                |                                                |                                                |                                                |                                                |                                      |                                      |                                      |                                      |                                      |                                      |                             |                             |                             |                             |                             |                             |             |             |                                |                                |                                         |                                         |                                         |                                         |                                         |                                         |                               |                               |                               |                               |  |  |                |                |                             |                             |                             |                             |                             |                             |                           |                           |                           |                           |                           |                           |  |  |                         |                         |                                         |                                         |                                         |                                         |                                         |                                         |                                |                                |                                |                                |                                |                                |  |  |                                   |                                   |                                   |                                   |                                   |                                   |  |  |                                    |                                    |                                    |                                    |                                    |                                    |  |  |                   |                   |                   |                   |                   |                   |  |  |                 |                 |                 |                 |                 |                 |  |  |  |  |  |  |  |  |  |  |  |  |  |  |  |  |
|  |  |  |  |                                                |                                                |                                                |                                                |                                                |                                                | Zastępca komendanta ds. programowych | Zastępca komendanta ds. programowych | Zastępca komendanta ds. programowych | Zastępca komendanta ds. programowych | Zastępca komendanta ds. programowych | Zastępca komendanta ds. programowych |                             |                             |                             |                             |                             |                             |             |             |                                |                                | Zastępca komendanta ds. organizacyjnych | Zastępca komendanta ds. organizacyjnych | Zastępca komendanta ds. organizacyjnych | Zastępca komendanta ds. organizacyjnych | Zastępca komendanta ds. organizacyjnych | Zastępca komendanta ds. organizacyjnych |                               |                               |                               |                               |  |  | Skarbnik hufca | Skarbnik hufca | Skarbnik hufca              | Skarbnik hufca              | Skarbnik hufca              | Skarbnik hufca              |                             |                             | Członek ds. pracy z kadrą | Członek ds. pracy z kadrą | Członek ds. pracy z kadrą | Członek ds. pracy z kadrą | Członek ds. pracy z kadrą | Członek ds. pracy z kadrą |  |  | Członek ds. kształcenia | Członek ds. kształcenia | Członek ds. kształcenia                 | Członek ds. kształcenia                 | Członek ds. kształcenia                 | Członek ds. kształcenia                 |                                         |                                         | Komisja Stopni Instruktorskich | Komisja Stopni Instruktorskich | Komisja Stopni Instruktorskich | Komisja Stopni Instruktorskich | Komisja Stopni Instruktorskich | Komisja Stopni Instruktorskich |  |  | Pełnomocnik ds. dzielnicy Bielany | Pełnomocnik ds. dzielnicy Bielany | Pełnomocnik ds. dzielnicy Bielany | Pełnomocnik ds. dzielnicy Bielany | Pełnomocnik ds. dzielnicy Bielany | Pełnomocnik ds. dzielnicy Bielany |  |  | Pełnomocnik ds. dzielnicy Żoliborz | Pełnomocnik ds. dzielnicy Żoliborz | Pełnomocnik ds. dzielnicy Żoliborz | Pełnomocnik ds. dzielnicy Żoliborz | Pełnomocnik ds. dzielnicy Żoliborz | Pełnomocnik ds. dzielnicy Żoliborz |  |  | Pełnomocnik HALiZ | Pełnomocnik HALiZ | Pełnomocnik HALiZ | Pełnomocnik HALiZ | Pełnomocnik HALiZ | Pełnomocnik HALiZ |  |  | Zespół Promocji | Zespół Promocji | Zespół Promocji | Zespół Promocji | Zespół Promocji | Zespół Promocji |  |  |  |  |  |  |  |  |  |  |  |  |  |  |  |  |
|  |  |  |  |                                                |                                                |                                                |                                                |                                                |                                                | Zastępca komendanta ds. programowych | Zastępca komendanta ds. programowych | Zastępca komendanta ds. programowych | Zastępca komendanta ds. programowych | Zastępca komendanta ds. programowych | Zastępca komendanta ds. programowych |                             |                             |                             |                             |                             |                             |             |             |                                |                                | Zastępca komendanta ds. organizacyjnych | Zastępca komendanta ds. organizacyjnych | Zastępca komendanta ds. organizacyjnych | Zastępca komendanta ds. organizacyjnych | Zastępca komendanta ds. organizacyjnych | Zastępca komendanta ds. organizacyjnych |                               |                               |                               |                               |  |  | Skarbnik hufca | Skarbnik hufca | Skarbnik hufca              | Skarbnik hufca              | Skarbnik hufca              | Skarbnik hufca              |                             |                             | Członek ds. pracy z kadrą | Członek ds. pracy z kadrą | Członek ds. pracy z kadrą | Członek ds. pracy z kadrą | Członek ds. pracy z kadrą | Członek ds. pracy z kadrą |  |  | Członek ds. kształcenia | Członek ds. kształcenia | Członek ds. kształcenia                 | Członek ds. kształcenia                 | Członek ds. kształcenia                 | Członek ds. kształcenia                 |                                         |                                         | Komisja Stopni Instruktorskich | Komisja Stopni Instruktorskich | Komisja Stopni Instruktorskich | Komisja Stopni Instruktorskich | Komisja Stopni Instruktorskich | Komisja Stopni Instruktorskich |  |  | Pełnomocnik ds. dzielnicy Bielany | Pełnomocnik ds. dzielnicy Bielany | Pełnomocnik ds. dzielnicy Bielany | Pełnomocnik ds. dzielnicy Bielany | Pełnomocnik ds. dzielnicy Bielany | Pełnomocnik ds. dzielnicy Bielany |  |  | Pełnomocnik ds. dzielnicy Żoliborz | Pełnomocnik ds. dzielnicy Żoliborz | Pełnomocnik ds. dzielnicy Żoliborz | Pełnomocnik ds. dzielnicy Żoliborz | Pełnomocnik ds. dzielnicy Żoliborz | Pełnomocnik ds. dzielnicy Żoliborz |  |  | Pełnomocnik HALiZ | Pełnomocnik HALiZ | Pełnomocnik HALiZ | Pełnomocnik HALiZ | Pełnomocnik HALiZ | Pełnomocnik HALiZ |  |  | Zespół Promocji | Zespół Promocji | Zespół Promocji | Zespół Promocji | Zespół Promocji | Zespół Promocji |  |  |  |  |  |  |  |  |  |  |  |  |  |  |  |  |
|  |  |  |  |                                                |                                                |                                                |                                                |                                                |                                                |                                      |                                      |                                      |                                      |                                      |                                      |                             |                             |                             |                             |                             |                             |             |             |                                |                                |                                         |                                         |                                         |                                         |                                         |                                         |                               |                               |                               |                               |  |  |                |                |                             |                             |                             |                             |                             |                             |                           |                           |                           |                           |                           |                           |  |  |                         |                         |                                         |                                         |                                         |                                         |                                         |                                         |                                |                                |                                |                                |                                |                                |  |  |                                   |                                   |                                   |                                   |                                   |                                   |  |  |                                    |                                    |                                    |                                    |                                    |                                    |  |  |                   |                   |                   |                   |                   |                   |  |  |                 |                 |                 |                 |                 |                 |  |  |  |  |  |  |  |  |  |  |  |  |  |  |  |  |
|  |  |  |  | Zespół metodyczny – namiestniczy (nieformalny) | Zespół metodyczny – namiestniczy (nieformalny) | Zespół metodyczny – namiestniczy (nieformalny) | Zespół metodyczny – namiestniczy (nieformalny) | Zespół metodyczny – namiestniczy (nieformalny) | Zespół metodyczny – namiestniczy (nieformalny) |                                      |                                      |                                      |                                      | Zespół programowy                    | Zespół programowy                    | Zespół programowy           | Zespół programowy           | Zespół programowy           | Zespół programowy           |                             |                             | Biuro Hufca | Biuro Hufca | Biuro Hufca                    | Biuro Hufca                    | Biuro Hufca                             | Biuro Hufca                             |                                         |                                         | Drużyna Reprezentacyjna Hufca           | Drużyna Reprezentacyjna Hufca           | Drużyna Reprezentacyjna Hufca | Drużyna Reprezentacyjna Hufca | Drużyna Reprezentacyjna Hufca | Drużyna Reprezentacyjna Hufca |  |  |                |                | Zespół pozyskiwania środków | Zespół pozyskiwania środków | Zespół pozyskiwania środków | Zespół pozyskiwania środków | Zespół pozyskiwania środków | Zespół pozyskiwania środków |                           |                           |                           |                           |                           |                           |  |  |                         |                         | Żoliborska Szkoła Kadry Instruktorskiej | Żoliborska Szkoła Kadry Instruktorskiej | Żoliborska Szkoła Kadry Instruktorskiej | Żoliborska Szkoła Kadry Instruktorskiej | Żoliborska Szkoła Kadry Instruktorskiej | Żoliborska Szkoła Kadry Instruktorskiej |                                |                                |                                |                                |                                |                                |  |  |                                   |                                   |                                   |                                   |                                   |                                   |  |  |                                    |                                    |                                    |                                    |                                    |                                    |  |  |                   |                   |                   |                   |                   |                   |  |  |                 |                 |                 |                 |                 |                 |  |  |  |  |  |  |  |  |  |  |  |  |  |  |  |  |
|  |  |  |  | Zespół metodyczny – namiestniczy (nieformalny) | Zespół metodyczny – namiestniczy (nieformalny) | Zespół metodyczny – namiestniczy (nieformalny) | Zespół metodyczny – namiestniczy (nieformalny) | Zespół metodyczny – namiestniczy (nieformalny) | Zespół metodyczny – namiestniczy (nieformalny) |                                      |                                      |                                      |                                      | Zespół programowy                    | Zespół programowy                    | Zespół programowy           | Zespół programowy           | Zespół programowy           | Zespół programowy           |                             |                             | Biuro Hufca | Biuro Hufca | Biuro Hufca                    | Biuro Hufca                    | Biuro Hufca                             | Biuro Hufca                             |                                         |                                         | Drużyna Reprezentacyjna Hufca           | Drużyna Reprezentacyjna Hufca           | Drużyna Reprezentacyjna Hufca | Drużyna Reprezentacyjna Hufca | Drużyna Reprezentacyjna Hufca | Drużyna Reprezentacyjna Hufca |  |  |                |                | Zespół pozyskiwania środków | Zespół pozyskiwania środków | Zespół pozyskiwania środków | Zespół pozyskiwania środków | Zespół pozyskiwania środków | Zespół pozyskiwania środków |                           |                           |                           |                           |                           |                           |  |  |                         |                         | Żoliborska Szkoła Kadry Instruktorskiej | Żoliborska Szkoła Kadry Instruktorskiej | Żoliborska Szkoła Kadry Instruktorskiej | Żoliborska Szkoła Kadry Instruktorskiej | Żoliborska Szkoła Kadry Instruktorskiej | Żoliborska Szkoła Kadry Instruktorskiej |                                |                                |                                |                                |                                |                                |  |  |                                   |                                   |                                   |                                   |                                   |                                   |  |  |                                    |                                    |                                    |                                    |                                    |                                    |  |  |                   |                   |                   |                   |                   |                   |  |  |                 |                 |                 |                 |                 |                 |  |  |  |  |  |  |  |  |  |  |  |  |  |  |  |  |
|  |  |  |  |                                                |                                                |                                                |                                                |                                                |                                                |                                      |                                      |                                      |                                      |                                      |                                      |                             |                             |                             |                             |                             |                             |             |             |                                |                                |                                         |                                         |                                         |                                         |                                         |                                         |                               |                               |                               |                               |  |  |                |                |                             |                             |                             |                             |                             |                             |                           |                           |                           |                           |                           |                           |  |  |                         |                         |                                         |                                         |                                         |                                         |                                         |                                         |                                |                                |                                |                                |                                |                                |  |  |                                   |                                   |                                   |                                   |                                   |                                   |  |  |                                    |                                    |                                    |                                    |                                    |                                    |  |  |                   |                   |                   |                   |                   |                   |  |  |                 |                 |                 |                 |                 |                 |  |  |  |  |  |  |  |  |  |  |  |  |  |  |  |  |
|  |  |  |  |                                                |                                                | Namiestnictwo zuchowe                          | Namiestnictwo zuchowe                          | Namiestnictwo zuchowe                          | Namiestnictwo zuchowe                          | Namiestnictwo zuchowe                | Namiestnictwo zuchowe                |                                      |                                      |                                      |                                      | Instruktor ds. Zagajnika    | Instruktor ds. Zagajnika    | Instruktor ds. Zagajnika    | Instruktor ds. Zagajnika    | Instruktor ds. Zagajnika    | Instruktor ds. Zagajnika    |             |             | Dział IT                       | Dział IT                       | Dział IT                                | Dział IT                                | Dział IT                                | Dział IT                                |                                         |                                         |                               |                               |                               |                               |  |  |                |                | Stażyści (Nieformalny)      | Stażyści (Nieformalny)      | Stażyści (Nieformalny)      | Stażyści (Nieformalny)      | Stażyści (Nieformalny)      | Stażyści (Nieformalny)      |                           |                           |                           |                           |                           |                           |  |  |                         |                         |                                         |                                         |                                         |                                         |                                         |                                         |                                |                                |                                |                                |                                |                                |  |  |                                   |                                   |                                   |                                   |                                   |                                   |  |  |                                    |                                    |                                    |                                    |                                    |                                    |  |  |                   |                   |                   |                   |                   |                   |  |  |                 |                 |                 |                 |                 |                 |  |  |  |  |  |  |  |  |  |  |  |  |  |  |  |  |
|  |  |  |  |                                                |                                                | Namiestnictwo zuchowe                          | Namiestnictwo zuchowe                          | Namiestnictwo zuchowe                          | Namiestnictwo zuchowe                          | Namiestnictwo zuchowe                | Namiestnictwo zuchowe                |                                      |                                      |                                      |                                      | Instruktor ds. Zagajnika    | Instruktor ds. Zagajnika    | Instruktor ds. Zagajnika    | Instruktor ds. Zagajnika    | Instruktor ds. Zagajnika    | Instruktor ds. Zagajnika    |             |             | Dział IT                       | Dział IT                       | Dział IT                                | Dział IT                                | Dział IT                                | Dział IT                                |                                         |                                         |                               |                               |                               |                               |  |  |                |                | Stażyści (Nieformalny)      | Stażyści (Nieformalny)      | Stażyści (Nieformalny)      | Stażyści (Nieformalny)      | Stażyści (Nieformalny)      | Stażyści (Nieformalny)      |                           |                           |                           |                           |                           |                           |  |  |                         |                         |                                         |                                         |                                         |                                         |                                         |                                         |                                |                                |                                |                                |                                |                                |  |  |                                   |                                   |                                   |                                   |                                   |                                   |  |  |                                    |                                    |                                    |                                    |                                    |                                    |  |  |                   |                   |                   |                   |                   |                   |  |  |                 |                 |                 |                 |                 |                 |  |  |  |  |  |  |  |  |  |  |  |  |  |  |  |  |
|  |  |  |  |                                                |                                                |                                                |                                                |                                                |                                                |                                      |                                      |                                      |                                      |                                      |                                      |                             |                             |                             |                             |                             |                             |             |             |                                |                                |                                         |                                         |                                         |                                         |                                         |                                         |                               |                               |                               |                               |  |  |                |                |                             |                             |                             |                             |                             |                             |                           |                           |                           |                           |                           |                           |  |  |                         |                         |                                         |                                         |                                         |                                         |                                         |                                         |                                |                                |                                |                                |                                |                                |  |  |                                   |                                   |                                   |                                   |                                   |                                   |  |  |                                    |                                    |                                    |                                    |                                    |                                    |  |  |                   |                   |                   |                   |                   |                   |  |  |                 |                 |                 |                 |                 |                 |  |  |  |  |  |  |  |  |  |  |  |  |  |  |  |  |
|  |  |  |  |                                                |                                                | Namiestnictwo harcerskie                       | Namiestnictwo harcerskie                       | Namiestnictwo harcerskie                       | Namiestnictwo harcerskie                       | Namiestnictwo harcerskie             | Namiestnictwo harcerskie             |                                      |                                      |                                      |                                      | Instruktor ds. specjalności | Instruktor ds. specjalności | Instruktor ds. specjalności | Instruktor ds. specjalności | Instruktor ds. specjalności | Instruktor ds. specjalności |             |             | Specjalistka ds. ewidencji ZHP | Specjalistka ds. ewidencji ZHP | Specjalistka ds. ewidencji ZHP          | Specjalistka ds. ewidencji ZHP          | Specjalistka ds. ewidencji ZHP          | Specjalistka ds. ewidencji ZHP          |                                         |                                         |                               |                               |                               |                               |  |  |                |                | Kwatermistrz hufca (wakat)  | Kwatermistrz hufca (wakat)  | Kwatermistrz hufca (wakat)  | Kwatermistrz hufca (wakat)  | Kwatermistrz hufca (wakat)  | Kwatermistrz hufca (wakat)  |                           |                           |                           |                           |                           |                           |  |  |                         |                         |                                         |                                         |                                         |                                         |                                         |                                         |                                |                                |                                |                                |                                |                                |  |  |                                   |                                   |                                   |                                   |                                   |                                   |  |  |                                    |                                    |                                    |                                    |                                    |                                    |  |  |                   |                   |                   |                   |                   |                   |  |  |                 |                 |                 |                 |                 |                 |  |  |  |  |  |  |  |  |  |  |  |  |  |  |  |  |
|  |  |  |  |                                                |                                                | Namiestnictwo harcerskie                       | Namiestnictwo harcerskie                       | Namiestnictwo harcerskie                       | Namiestnictwo harcerskie                       | Namiestnictwo harcerskie             | Namiestnictwo harcerskie             |                                      |                                      |                                      |                                      | Instruktor ds. specjalności | Instruktor ds. specjalności | Instruktor ds. specjalności | Instruktor ds. specjalności | Instruktor ds. specjalności | Instruktor ds. specjalności |             |             | Specjalistka ds. ewidencji ZHP | Specjalistka ds. ewidencji ZHP | Specjalistka ds. ewidencji ZHP          | Specjalistka ds. ewidencji ZHP          | Specjalistka ds. ewidencji ZHP          | Specjalistka ds. ewidencji ZHP          |                                         |                                         |                               |                               |                               |                               |  |  |                |                | Kwatermistrz hufca (wakat)  | Kwatermistrz hufca (wakat)  | Kwatermistrz hufca (wakat)  | Kwatermistrz hufca (wakat)  | Kwatermistrz hufca (wakat)  | Kwatermistrz hufca (wakat)  |                           |                           |                           |                           |                           |                           |  |  |                         |                         |                                         |                                         |                                         |                                         |                                         |                                         |                                |                                |                                |                                |                                |                                |  |  |                                   |                                   |                                   |                                   |                                   |                                   |  |  |                                    |                                    |                                    |                                    |                                    |                                    |  |  |                   |                   |                   |                   |                   |                   |  |  |                 |                 |                 |                 |                 |                 |  |  |  |  |  |  |  |  |  |  |  |  |  |  |  |  |
|  |  |  |  |                                                |                                                |                                                |                                                |                                                |                                                |                                      |                                      |                                      |                                      |                                      |                                      |                             |                             |                             |                             |                             |                             |             |             |                                |                                |                                         |                                         |                                         |                                         |                                         |                                         |                               |                               |                               |                               |  |  |                |                |                             |                             |                             |                             |                             |                             |                           |                           |                           |                           |                           |                           |  |  |                         |                         |                                         |                                         |                                         |                                         |                                         |                                         |                                |                                |                                |                                |                                |                                |  |  |                                   |                                   |                                   |                                   |                                   |                                   |  |  |                                    |                                    |                                    |                                    |                                    |                                    |  |  |                   |                   |                   |                   |                   |                   |  |  |                 |                 |                 |                 |                 |                 |  |  |  |  |  |  |  |  |  |  |  |  |  |  |  |  |
|  |  |  |  |                                                |                                                | Namiestnictwo starszoharcerskie                | Namiestnictwo starszoharcerskie                | Namiestnictwo starszoharcerskie                | Namiestnictwo starszoharcerskie                | Namiestnictwo starszoharcerskie      | Namiestnictwo starszoharcerskie      |                                      |                                      |                                      |                                      |                             |                             |                             |                             |                             |                             |             |             | Grafik hufca                   | Grafik hufca                   | Grafik hufca                            | Grafik hufca                            | Grafik hufca                            | Grafik hufca                            |                                         |                                         |                               |                               |                               |                               |  |  |                |                |                             |                             |                             |                             |                             |                             |                           |                           |                           |                           |                           |                           |  |  |                         |                         |                                         |                                         |                                         |                                         |                                         |                                         |                                |                                |                                |                                |                                |                                |  |  |                                   |                                   |                                   |                                   |                                   |                                   |  |  |                                    |                                    |                                    |                                    |                                    |                                    |  |  |                   |                   |                   |                   |                   |                   |  |  |                 |                 |                 |                 |                 |                 |  |  |  |  |  |  |  |  |  |  |  |  |  |  |  |  |
|  |  |  |  |                                                |                                                | Namiestnictwo starszoharcerskie                | Namiestnictwo starszoharcerskie                | Namiestnictwo starszoharcerskie                | Namiestnictwo starszoharcerskie                | Namiestnictwo starszoharcerskie      | Namiestnictwo starszoharcerskie      |                                      |                                      |                                      |                                      |                             |                             |                             |                             |                             |                             |             |             | Grafik hufca                   | Grafik hufca                   | Grafik hufca                            | Grafik hufca                            | Grafik hufca                            | Grafik hufca                            |                                         |                                         |                               |                               |                               |                               |  |  |                |                |                             |                             |                             |                             |                             |                             |                           |                           |                           |                           |                           |                           |  |  |                         |                         |                                         |                                         |                                         |                                         |                                         |                                         |                                |                                |                                |                                |                                |                                |  |  |                                   |                                   |                                   |                                   |                                   |                                   |  |  |                                    |                                    |                                    |                                    |                                    |                                    |  |  |                   |                   |                   |                   |                   |                   |  |  |                 |                 |                 |                 |                 |                 |  |  |  |  |  |  |  |  |  |  |  |  |  |  |  |  |
|  |  |  |  |                                                |                                                |                                                |                                                |                                                |                                                |                                      |                                      |                                      |                                      |                                      |                                      |                             |                             |                             |                             |                             |                             |             |             |                                |                                |                                         |                                         |                                         |                                         |                                         |                                         |                               |                               |                               |                               |  |  |                |                |                             |                             |                             |                             |                             |                             |                           |                           |                           |                           |                           |                           |  |  |                         |                         |                                         |                                         |                                         |                                         |                                         |                                         |                                |                                |                                |                                |                                |                                |  |  |                                   |                                   |                                   |                                   |                                   |                                   |  |  |                                    |                                    |                                    |                                    |                                    |                                    |  |  |                   |                   |                   |                   |                   |                   |  |  |                 |                 |                 |                 |                 |                 |  |  |  |  |  |  |  |  |  |  |  |  |  |  |  |  |
|  |  |  |  |                                                |                                                | Namiestnictwo wędrownicze                      | Namiestnictwo wędrownicze                      | Namiestnictwo wędrownicze                      | Namiestnictwo wędrownicze                      | Namiestnictwo wędrownicze            | Namiestnictwo wędrownicze            |                                      |                                      |                                      |                                      |                             |                             |                             |                             |                             |                             |             |             | Szef lokalu hufca              | Szef lokalu hufca              | Szef lokalu hufca                       | Szef lokalu hufca                       | Szef lokalu hufca                       | Szef lokalu hufca                       |                                         |                                         |                               |                               |                               |                               |  |  |                |                |                             |                             |                             |                             |                             |                             |                           |                           |                           |                           |                           |                           |  |  |                         |                         |                                         |                                         |                                         |                                         |                                         |                                         |                                |                                |                                |                                |                                |                                |  |  |                                   |                                   |                                   |                                   |                                   |                                   |  |  |                                    |                                    |                                    |                                    |                                    |                                    |  |  |                   |                   |                   |                   |                   |                   |  |  |                 |                 |                 |                 |                 |                 |  |  |  |  |  |  |  |  |  |  |  |  |  |  |  |  |
|  |  |  |  |                                                |                                                | Namiestnictwo wędrownicze                      | Namiestnictwo wędrownicze                      | Namiestnictwo wędrownicze                      | Namiestnictwo wędrownicze                      | Namiestnictwo wędrownicze            | Namiestnictwo wędrownicze            |                                      |                                      |                                      |                                      |                             |                             |                             |                             |                             |                             |             |             | Szef lokalu hufca              | Szef lokalu hufca              | Szef lokalu hufca                       | Szef lokalu hufca                       | Szef lokalu hufca                       | Szef lokalu hufca                       |                                         |                                         |                               |                               |                               |                               |  |  |                |                |                             |                             |                             |                             |                             |                             |                           |                           |                           |                           |                           |                           |  |  |                         |                         |                                         |                                         |                                         |                                         |                                         |                                         |                                |                                |                                |                                |                                |                                |  |  |                                   |                                   |                                   |                                   |                                   |                                   |  |  |                                    |                                    |                                    |                                    |                                    |                                    |  |  |                   |                   |                   |                   |                   |                   |  |  |                 |                 |                 |                 |                 |                 |  |  |  |  |  |  |  |  |  |  |  |  |  |  |  |  |

## Współpraca z podmiotami zewnętrznymi

### Współpraca z miesięcznikiem Wilsoniak
Miesięcznik Wilsoniak współpracuje z żoliborską jednostką terytorialną ZHP w zakresie patronatu medialnego, w ramach którego w okresie 21.11.2015 – 25.11.2017 ukazały się na łamach Wilsoniaka następujące publikacje:
- Siła żoliborskiego harcerstwa + mapka działań drużyn z Żoliborza
- Wstyd przyznać, ale u mnie bardzo dobrze – D. Rossman
- Grafika z 60-leciem + grafika wykorzystana później do plakatów
- 60 lat po odrodzeniu harcerstwa
- Zapomniany skarb społeczny
- W służbie żoliborskiej społeczności